# Vizuální programovací jazyk

Jednoduchý program v jazyce Scratch

Vizuální programovací jazyk (anglicky visual programming language → zkratka VPL) je druh programovacího jazyka, ve kterém nejsou příkazy znázorněny textem (jako třeba u Pythonu, Javy či C), nýbrž nějakým grafickým znázorněním. Většinou mají příkazy podobu takzvaných bloků, které dohromady tvoří program. Bloky vypadají jako barevné kostičky, kde každý druh bloků plní jinou funkci. Každý VPL jazyk má svůj systém. Mezi nejznámější VPL jazyky patří Scratch nebo jazyky pro programování Lega Mindstorms.
Mnoho vizuálních programovacích jazyků je založeno na systému boxů a šipek, kde se s boxy a dalšími objekty na obrazovce zachází jako s entitami, které jsou propojené šipkami, čarami nebo oblouky, které představují spojení.